# Manairisu
Manairisu, pleme američkih Indijanaca porodice nhambicuaran, naseljeno danas na području rezervata Terra Indígena Sararé (67.420 hektara) na jugozapadu brazilske države Mato Grosso, općine Pontes, Lacerda i Vila Bela da Santíssima Trindade.
Populacija im iznosi oko 70